# ジャック・ブリスコ
ジャック・ブリスコ（Jack Brisco、本名：Freddie Joe Brisco、1941年9月21日 - 2010年2月1日）は、アメリカ合衆国のプロレスラー。オクラホマ州セミノール出身。
第48代NWA世界ヘビー級王者、NWAおよびWWE殿堂者。実弟ジェリー・ブリスコも元プロレスラー。

## 来歴
オクラホマ州立大学ではレスリングの強豪として鳴らし、NCAA全米学生選手権では1964年に2位、1965年に優勝を果たしている。通算戦績89戦87勝2敗という実績をひっさげ、地元オクラホマ地区（NWAトライステート）のプロモーターだったレロイ・マクガークにスカウトされ、1965年5月、オクラホマシティにてロニー・ガービンを相手にプロデビュー。以後、アスリート系のベビーフェイスとして、テキサス、フロリダ、さらにはオーストラリアまで各地を転戦。オクラホマ地区では1966年、少年時代のアイドルだったという同郷のダニー・ホッジとの連戦も行われた。
1967年11月、日本プロレスに初来日。デビュー2年目でありながら、この初来日当時から次期NWA世界チャンピオンの有力候補とされていた。1971年7月の再来日時には、8月5日に愛知県体育館にてアントニオ猪木のUNヘビー級王座に挑戦、敗れはしたものの名勝負を残している。なお、日本では「南部の麒麟児」なる異名が付けられていた。
アメリカではフロリダ地区（エディ・グラハム主宰のチャンピオンシップ・レスリング・フロム・フロリダ）を主戦場に、1970年2月10日にミスター・サイトーからNWAフロリダ・ヘビー級王座を奪取。以降1973年にかけて、クリス・マルコフ、サンダーボルト・パターソン、ラリー・ヘニング、グレート・メフィスト、ターザン・タイラー、レネ・グレイ、テリー・ファンク、ボリス・マレンコ、ディック・マードック、ボビー・ダンカン、ベアキャット・ライト、ポール・ジョーンズ、ジョニー・バレンタイン、マッドドッグ・バション、ティム・ウッズ、バディ・コルト、ボビー・シェーンなどを相手に、フロリダ地区のフラッグシップ・タイトルである同王座の防衛戦を行った。その間にはドリー・ファンク・ジュニアの保持していたNWA世界ヘビー級王座にも再三挑戦。弟のジェリー・ブリスコともタッグを組み、1971年上期にはザ・ファンクスを相手にNWAフロリダ・タッグ王座を争った。
スター選手の地位を確立した後、1973年7月20日、テキサス州ヒューストンでハーリー・レイスを破り、第48代NWA世界ヘビー級王者となる。1974年1月には全日本プロレスに初登場。前王者レイスと元王者ドリー・ファンク・ジュニアも同時参戦した豪華シリーズにおいて、ジャイアント馬場、ジャンボ鶴田、ドリー、レイス、ザ・デストロイヤーの挑戦をすべて退けた。同年11月の来日では、12月2日に鹿児島県立体育館で馬場に敗れ王座を奪われるも、1週間後の12月9日、豊橋市体育館にて奪回に成功している。
その後も長期政権を築いたが、1975年12月10日、フロリダ州マイアミにてテリー・ファンクに敗れ王座から陥落。世界タイトルは失ったものの、以降も各地で活躍を続け、翌1976年4月17日にはパク・ソンを破りNWAフロリダ・ヘビー級王座に返り咲いている。同年8月9日にはテネシー州メンフィスにてジェリー・ローラーからミッドアメリカ版のNWA南部ヘビー級王座を奪取。同月28日の来日時には、復活したUNヘビー級王座の新王者決定戦でジャンボ鶴田と対戦した。11月26日にはミズーリ州セントルイスにてボブ・バックランドからNWAミズーリ・ヘビー級王座を奪取し、翌1977年8月12日にディック・スレーターに敗れるまで保持した。
本拠地のフロリダでは1970年代後半、ジェリーとのタッグでボブ・ループ&ボブ・オートン・ジュニア、スーパースター・ビリー・グラハム&オックス・ベーカー、ボビー・ダンカン&キラー・カール・コックス、ミスター・サイトー&ミスター・サトなどのチームと抗争。ジョージアではザ・ファンクスとの抗争も再開し、1978年から1979年にかけて、NWAジョージア・タッグ王座を争った。
1979年4月には新日本プロレスに初登場し、5月10日に福岡にて、日本プロレス以来8年ぶりの対戦となるアントニオ猪木のNWFヘビー級王座に挑戦。最後の来日となった1981年3月には全日本プロレスにUターンして、チャンピオン・カーニバルの第9回大会に参加。総当たり公式戦ではアブドーラ・ザ・ブッチャーやブルーザー・ブロディとも対戦した。カーニバル後に行われたインターナショナル・ヘビー級王座の新王者決定トーナメントにも出場したが、1回戦でブロディにカウントアウト負けを喫している。
その後、ジェリーとのコンビでプエルトリコのWWCに参戦、1981年8月8日にサンフアンにてザ・シープハーダーズからWWC北米タッグ王座を奪取。NWAの主要テリトリーでも精力的に活動を続け、同年10月2日にはテッド・デビアスを破ってNWAミズーリ・ヘビー級王座に返り咲き、11月22日にはボビー・ジャガーズからフロリダ版のNWA南部ヘビー級を奪取した。
1982年からはNWAミッドアトランティック地区（ジム・クロケット・ジュニア主宰のミッドアトランティック・チャンピオンシップ・レスリング）に主戦場を移し、ロディ・パイパーを相手にNWAミッドアトランティック・ヘビー級王座を巡る抗争を展開。1983年はジェリーと共に一時的にヒールのポジションに回り、リッキー・スティムボート&ジェイ・ヤングブラッドやワフー・マクダニエル&マーク・ヤングブラッドなどの人気チームとNWA世界タッグ王座を争った。
同時期、NWAジョージア地区（ジム・バーネット主宰のジョージア・チャンピオンシップ・レスリング）の興行株の25％を保有し、弟ジェリー、オレイ・アンダーソン、ポール・ジョーンズ（同名のプロレスラーとは別人）、ジェリー・オーツらと共に株主になっていたが、1984年4月に自身とジェリーやバーネットらでジョージア地区の興行株の過半数をWWFのビンス・マクマホン・ジュニアに総額90万ドルで売却、これを機にWWFに移籍する。
このブリスコ兄弟の行動は、結果としてNWAの衰退とWWFの全米侵攻を促進させることとなり、そのためNWA系の一部プロモーターからの憎悪を買った。WWF移籍後、しばらくは試合にも出場して、ジェリーと組んでディック・マードック&アドリアン・アドニスのWWF世界タッグ王座にも再三挑戦したが、1985年2月を最後にリングを去っている。それ以来、ブリスコ本人は「プロレスが行われるアリーナには出向いていなかった」というが、弟ジェリーはWWEに残り、ロード・エージェントとして重役の責を担った。
引退後はフロリダで自動車修理工場を経営していた。2008年3月にはジェリーと共にWWE殿堂に迎えられ、公の場に久々に姿を見せた。
2010年2月1日、68歳で死去。晩年は肺気腫を患うなど循環器に疾患を抱え、死去の数週間前に開胸手術を行い、リハビリテーションを受けている最中であった。

## 得意技
- 足4の字固め
  - ザ・デストロイヤーは技をかけるときに身体を回転させるのに対して、ブリスコの場合は回転をしない。
  - 負ける時には「足4の字固めに行こうとするところを首固めに切り返される」というパターンがあり、日本では猪木戦や鶴田戦でこのパターンで敗れている。
- バックドロップ
- ダブルアーム・スープレックス
- アームドラッグ

## 獲得タイトル

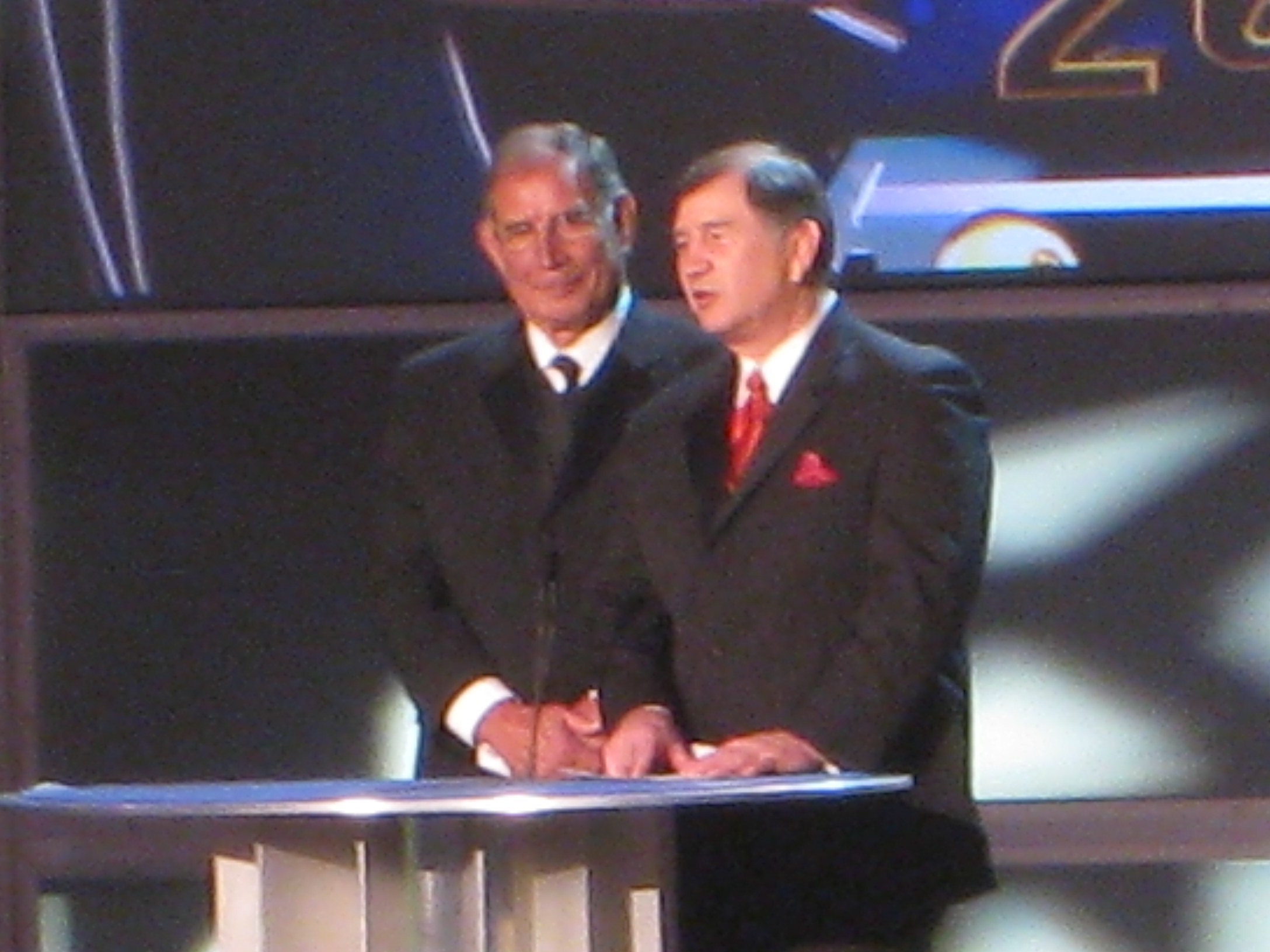
2008年、WWE殿堂入り
（右は弟のジェリー・ブリスコ）

ナショナル・レスリング・アライアンス
- NWA世界ヘビー級王座：2回[20]
- NWA殿堂：2010年度[36]

チャンピオンシップ・レスリング・フロム・フロリダ
- NWAフロリダ・ヘビー級王座：7回[13]
- NWA南部ヘビー級王座（フロリダ版）：4回[29]
- NWAフロリダTV王座：4回[37]
- NWAフロリダ・ブラスナックル王座：1回[38]
- NWAフロリダ・タッグ王座：11回（w / ジェリー・ブリスコ×8、サイクロン・ネグロ×2、ジム・ガービン）[19]
- NWA USタッグ王座（フロリダ版）：5回（w / ジェリー・ブリスコ）[39]
- NWA北米タッグ王座（フロリダ版）：2回（w / ジェリー・ブリスコ）[40]

ジョージア・チャンピオンシップ・レスリング
- NWAナショナル・ヘビー級王座：1回[41]
- NWAジョージア・タッグ王座：2回（w / ジェリー・ブリスコ）[24]

ミッドアトランティック・チャンピオンシップ・レスリング
- NWAイースタン・ステーツ・ヘビー級王座：2回[42]
- NWAミッドアトランティック・ヘビー級王座：4回[30]
- NWA世界タッグ王座（ミッドアトランティック版）：3回（w / ジェリー・ブリスコ）[31]

セントルイス・レスリング・クラブ
- NWAミズーリ・ヘビー級王座：2回[23]

NWAトライステート
- NWAアーカンソー・ヘビー級王座：1回
- NWAオクラホマ・ヘビー級王座：1回
- NWA USタッグ王座（トライステート版）：3回（w / エディ・サリバン、ヘイスタック・カルホーン、ゴージャス・ジョージ・ジュニア）[43]

NWAミッドアメリカ
- NWA南部ヘビー級王座（ミッドアメリカ版）：1回[22]

イースタン・スポーツ・アソシエーション
- ESAインターナショナル・タッグ王座：1回（w / ジェリー・ブリスコ）[44]

ワールド・レスリング・カウンシル
- WWCカリビアン・ヘビー級王座：1回[45]
- WWC北米タッグ王座：1回（w / ジェリー・ブリスコ）[28]

ワールド・レスリング・エンターテインメント
- WWE殿堂：2008年度（インダクターはジョン・レイフィールド）[3]

## 追記
- レスリングのバックボーンを生かし、スマートなスタイルで人気を得たものの、その分力強さに欠け、世界王者としては線が細いところがあった[46]。ブリスコからNWA王座を奪取したジャイアント馬場は「実力は超一流だが、大レスラーというより名レスラーといったおもむきの選手」と評しており、セオリー通りのオーソドックスなファイトスタイルゆえに一発の意外性や怖さがなく、思い切って動けた分、王座を取れるチャンスと考えていたという[46]。もっとも、ルー・テーズからの評価は高く、「すべてにおいて文句の付けようがない。NWAの権威を守った最後のレスラー」などと絶賛されている。
- 生涯のライバルはドリー・ファンク・ジュニア。新人時代から始まり、キャリアを積んだ後もNWA王座を巡って何度も対戦している。日本でも1974年1月27日、大阪にて両者の対戦は実現した[47]。竹内宏介は日本におけるブリスコのベスト・マッチとして、このドリー戦を挙げている[11]。また、ジャック&ジェリー・ブリスコ対ドリー&テリー・ファンクの兄弟タッグ抗争も、1970年代から1980年代初頭にかけて南部各地で繰り広げられた[6]。
- レイス・モデルのNWAヘビー級ベルトを赤のベルベットから黒革に作り変えたのはブリスコである。また同ベルトを最初に使用したのもハーリー・レイスではなくブリスコである。
- アメリカン・インディアンの血を受け継いでいる[7]。
- NWA王者時代の超ハード・スケジュールから、「飛行機のシートが私のベッドだ」という言葉を残した。